# 岡田高大
岡田 高大（おかだ たかお、1959年（昭和34年）1月4日 - ）は、日本の政治家。元福井県大野市長（3期）、元大野市議会議員（2期）。

## 来歴
福井県大野市出身。福井県立大野工業高等学校（現・福井県立奥越明成高等学校）卒業。
1995年（平成7年）2月21日に大野市議会議員に就任。1999年（平成11年）に再選したのち、2002年（平成14年）6月16日に行われた大野市長選挙に立候補するも現職の天谷光治に敗れる。
2006年（平成18年）6月18日に行われた市長選で初当選し、7月7日に市長就任。2010年（平成22年）に再選。2014年（平成26年）、無投票で3選。
2018年（平成30年）7月6日の任期満了をもって引退した。